# Wrightia palawanensis
Wrightia palawanensis là một loài thực vật có hoa trong họ La bố ma. Loài này được D.J.Middleton mô tả khoa học đầu tiên năm 2005.